# Alluvione di Benevento del 15 ottobre 2015
L'alluvione di Benevento del 15 ottobre 2015 si è verificata a causa delle forti piogge che hanno interessato il bacino di tutti i corsi d'acqua della provincia di Benevento. I corsi d'acqua che hanno creato maggiori disagi sono stati il Calore, il Sabato e il Tammaro.
I centri maggiormente colpiti sono stati quelli di Ponte, San Giorgio la Molara, Solopaca, Paupisi, Benevento, Montesarchio, Airola, Pietrelcina.

## Cause
Le cause principali sono le abbondanti piogge cadute sul terreno, arrivato a saturazione, con l'incapacità di assorbire altra acqua e la presunta apertura della diga di Campolattaro, sul fiume Tammaro, il corso d'acqua che ha creato maggiore scompiglio alle popolazioni del beneventano. Il fiume ha raggiunti livelli di piena inauditi e con l'eccezionale piena del Calore hanno messo in ginocchio il capoluogo e diversi comuni limitrofi.

## Danni e vittime
I danni sono stati molteplici, partendo dal settore agricolo, letteralmente devastato da questo evento, poi gravi danni hanno subito gli allevamenti ed il settore industriale.
Le vittime sono state due. Una, causata dalla piena del Tammaro, è stata una signora settantenne di Pago Veiano, travolta dalle acque. La seconda vittima causata dalla piena del Calore, un uomo di Varoni di Montesarchio, che tentando di liberare lo scantinato dal fango è stato travolto.